# ميل بلانك
ميلفن جيروم «ميل» بلانك (بالإنجليزية: Mel Blanc) ولد وتوفي (30 مايو 1908- 10 يوليو 1989). كان ممثل أصوات وكوميديا أمريكيا، رغم بدئه لمسيرته المهنية التي شارفت ستة عقود في الإعلانات على الراديو، إلا أنه مشهور بعمله لدى وارنر براذرز في الفترة التي تدعى العصر الذهبي للرسوم المتحركة الأمريكية، وأيضا عمله لاحقا في هانا-باربيرا. من أشهر الشخصيات التي أدى دورها كانت باغز باني، دافي داك، بوركي بيغ، سيلفستر، بيكي بازارد، تويتي، فوغهورن ليغهورن، يوسيميتي سام، وايل إي. كايوتي، بارني رابل، سيد سبيسلي ومئات الباقين حائزا لقب «رجل الألف صوت»، يعد بلانك واحد من الشخصيات المؤثرة في هذا المجال.

## سنوات البداية والعمل في الراديو
ولد ميلفن جيروم بلانك ملفين جيروم بلان في سان فرانسيسكو، كاليفورنيا، لأبوين يهوديين فريدريك وإيفا. تربى في بورتلاند، أوريغون، مرتادا ثانوية لنكون. في عمر 16 سنة، غير بلانك تهجئة اسمه من "Blank" بسبب تكرار سخرية مدرسه منه بأنه لن يصبح ذا شأن كاسمه. بدأ عمله في راديو KGW في 1927 كممثل أصوات متعددة جلبت انتباه الآخرين، ثم انتقل إلى محطة KEX في 1933 للعمل فيها منتجا ومقدما.
عندما انتقل إلى المحطة التابعة إلى وارنر براذرز، KFWB عام 1935 انضم إلى برنامج ذا جوني موراي شو، ثم انتقل إلى راديو CBS عام 1936 منضما لبرنامج ذا جو بنر شو، ابتداء من أواخر الثلاثينات، كان بلانك ممثلا دائما في برنامج محطة NBC Red ذا جاك بيني بروغرام في أدوار عديدة، من بينها سيارة بيني الماكسويل المتهالكة، وأدى شخصية معلم الكمان البروفسور لابلانك. والببغاء بولي، دب بيني القطبي كارمايكل، موظف الدكان المكتئب، والمذيع الداخلي للقطار.
نجاح بلانك في ذا جاك بيني شو دفعه للحصول على برنامجه الخاص في محطة CBS، ذا ميل بلانك شو (1946-1947)، حيث أدى دور مالك ورشة الإصلاح سيء الحظ، وشخصيات أخرى كوميدية.
عمل بلانك أيضا في برامج راديو أخرى مثل ذي آبت آند كاستيلو شو، بورنس آند آلن، وبوينت سبلايم، كما شارك أثناء الحرب العالمية الثانية كشخصية الجندي ساد ساك في برامج راديو متعددة، والذي يتفوق على بوركي بيغ في التلعثم "I'm Lieutena-eh-Lieutena-eh-Capta-eh-Majo-eh-Colone-eh-p-p-Private Sad Sack.".
وبفضل مشاركاته في الراديو، حصل بلانك على نجمة في قاعة هوليوود واك أوف فايم.

## العمل مع الرسوم خلال فترة العصر الذهبي
انضم بلانك إلى ليون شليسنجر برودكشنز في 1936، التي كانت تنتج الكارتون لمصلحة وارنر براذرز، في بداية الأمر رفض نورمان سبنسر توظيف بلانك، بحجة اكتفاء الاستوديو بالأصوات المتوفرة، حيث كان سبنسر مسؤولا عن الإخراج الصوتي والموسيقي، عندما مات سبنسر وتولى كارل ستالينغ الإخراج الموسيقي وتريغ براون الإخراج الصوتي، قدم الأخير بلانك إلى المخرجين فريز فريلينغ، فرانك تاشلين، تيكس أيفري، بوب كلامبيت الذين أعجبوا بمقدرة بلانك، أول أداء له كان في بيكادور بوركي حيث مثل صوت الثور السكير، ثم مثل بوركي بيغ في بوركيز داك هانت، الذي شهد ظهور دافي داك، والذي مثله بلانك أيضا.
وسرعان ما بدأ بلانك بتمثيل تشكيلة من أصوات الشخصيات، مثل باغز باني، تويتي بيرد، بيبي لا بيو وآخرون، بينما كان أقرب صوت شخصية لصوته الحقيقي كان صوت سيلفستر ذا كات لكن بدون اللثغة. قبل ظهور باغز باني، كان هناك أرنب معروف باسم هابي رابيت، الذي مثل صوته بلانك، وفيه قدم ضحكة عرفت لاحقا بضحكة وودي وودبيكر، الذي مثله بلانك أيضا إلى أن احتكرت وارنر براذرز صوته (وودي وودبيكر من توزيع يونيفرسال بكشرز).
أصعب صوت قدمه بلانك كان صوت يوسيميتي سام، فقد كان جافا على حلقه بسبب حدة صوته، وكذلك كان صوت فوغهورن ليغهورن، في أواخر حياته، شارك بلانك في تمثيل أصوات الشخصيات في فيلم هو فراميد روجر رابيت، لكن كلف جو ألاسكي لتمثيل كلا من يوسيميتي سام فوغهورن ليغهورن.
طيلة مسيرته المهنية، بلانك كان مدركا لمهاراته محافظا على حقوقها بشكل قانوني. في تلك الفترة كان ممثلو الأصوات لا يحظون بذكر أسمائهم في لوحة فريق العمل، ما عدا بلانك الذي نص في عقده الحصري مع ليون شليسنجر عام 1944، أن يذكر في لوحة فريق العمل «أصوات الأشخاص من قبل ميل بلانك Voice characterization by Mel Blanc»، بينما الممثلون الآخرون مثل آرثر كيو. براين (صوت إلمر فاد) وبي بيناديرت (الأصوات الأنثوية) لم يحصلوا على مثل ذلك، ذكر اسم بلانك ساعده على الحصول على المزيد من الأعمال في الراديو.

## حادث السير وما تلاه
في 24 يناير 1961، تعرض بلانك لحادث شارف بسببه على الموت في هوليوود. تعرض لإصابة في رأسه وثلاث كسور جمجمية تركته في غيبوبة لثلاثة أسابيع، إضافة إلى كسور في رجليه وحوضه.
حثت الحادثة معجبيه إلى إرسال بطاقات تمني السلامة وصل عددها إلى 15 ألفا، نقلت جريدة خبر وفاته بالخطأ، بعد شفائه، صرح بلانك لاحقا أن طبيبا ذكيا ساعده في الإفاقة من الغيبوبة عندما خاطبه كباغز باني بعد محاولات يائسة، ورغم عدم تذكره تفاصيل ما حدث، أقسمت زوجته وابنه أن الطبيب عندما سأله «كيف حالك اليوم، باغز باني؟»، رد بلانك بصوت باغز، بعد ذلك صار بلانك يعيد الفضل إلى باغز باني في إنقاذ حياته.
قاضى بلانك بعدها بلدية لوس أنجلوس مطالبا بتعويض قدره 500 ألف دولار، فحادثته وقبلها 26 أخرى استمرت في المحاكم سنتين حتى قامت البلدية بإعادة إصلاح المنعطفات في مكان الحادث.
اكتشف بلانك بسنوات، أن ابنه قام بتمثيل أصوات شخصيات كارتون وارنر براذرز بدلا منه طيلة وجوده في المستشفى، أما صوت بارني رابل في برنامج ذا فلنستونز، فقدمه داوس باتلر بدلا منه، ليعود إلى تمثيل صوت رابل بعد أن نقل منتجو البرنامج معدات تسجيل الصوت إلى منزل بلانك. عاد بلانك أيضا إلى ذا جاك بيني بروغرام في حلقة الكرسماس الخاصة، منتقلا بمساعدة العكازات والكرسي المتحرك.

## العمل لدى شركة هانا-باربيرا والشركات الأخرى
في بدايات الستينات بعد انتهاء عقده الحصري مع وارنر براذرز، عمل بلانك مع هانا-باربيرا ممثلا لأصوات شخصياتهم مثل بارني رابل من ذا فلنستونز، وسيد سبيسلي من ذا جتسونز. قبل قدوم بلانك كان هناك الممثلين داوس باتلر ودون ميسيك، بينما كان بلانك الموظف الجديد.
عمل بلانك مع تشاك جونز الذي افتتح شركته الخاصة سيب تاور 12، كمؤدي تأثيرات صوتية في سلسلة توم آند جيري من 1962 إلى 1967. كما مثل بلانك بصوته في الإعلانات التجارية.

## السنوات المتأخرة ووفاته
استمر بلانك بتمثيل صوت باغز باني في الإعلانات التجارية وعروض التلفزيون الخاصة، تاركا تمثيل الأصوات الحادة كصوت يوسيميتي سام، فوغهورن ليغهورن وتاسماينيان ديفل لغيره من الممثلين لعدم قدرته على أدائها، آخر جلسة تسجيل أصوات لبلانك كانت للفيلم السينمائي ذا جتسونز.
مات بلانك في 10 يوليو 1989 في مركز سيدارس-سايناي الطبي في لوس أنجلوس، كاليفورنيا، بسبب اعتلال قلبي ونفاخ رئوي. دفن في مقبرة هوليوود فورإيفر في هوليوود، كاليفورنيا. وصية بلانك كانت في حفر عبارة «ذاتس أوول فوكس THAT'S ALL FOLKS» على حجر ضريحه.
رحيل بلانك اعتبر خسارة لصناعة الكارتون بسبب مهاراته الصوتية المتعددة، ومع ذلك استخدمت تسجيلات سابقة لتمثيله في عروض متأخرة مثل فيلم التمثيل البشري الحي ذا فلينستونز ولكن بدون ذكر اسمه ما سبب مشاكل قانونية. درب بلانك ابنه نويل على تمثيل الأصوات، قدم نويل عدة أصوات لشخصيات والده لكنه فضل عدم التفرغ لهذه المهنة.

## سجل الرسوم المتحركة
قدم بلانك العديد من الأصوات، أطول مدة قام بتمثيلها لشخصية معينة كانت دافي داك، حيث أدى الصوت لما يقرب من 52 سنة منذ أول ظهور لها، بينما قدم صوت باغز باني لما يقرب من 49 سنة منذ ظهوره الأول في 1940، متفوقا على كلارنس ناش الذي قدم صوت دونالد داك لما يقرب من 48 سنة ونصف. تفوق بلانك أيضا بكونه الوحيد الذي أدى العديد من الشخصيات منذ ظهورها الأول، أي أن له أكثر عدد من الشخصيات التي أدى أصواتها في البداية قبل أي شخص، ويستثنى من ذلك شخصية بوركي بيغ إذ سبقه في أدائها جو دوريتي.

## معلومات طريفة
- في فيلم بوركي بيغ كورتين رايزور، ظهر بلانك كسلحفاة تؤدي 999 صوتا من ما ادعته 1000 صوت. بلانك سجل في الأصل سبعة أصوات تم تعديلها بشكل مختلف كل مرة لتعطي أكبر عدد من الأصوات. هذه اللقطة عرضت على تلفزيون ترنر يوم وفاة بلانك كنوع من التقدير له.
- في حلقة من مسلسل فريزر، ظهر ممثل أصوات باسم ميل وايت Mel White كتلاعب على اسم ميل بلانك Mel Blanc، حيث تعني بلانك بالفرنسية وايت White.
- في كارتون بوب كلامبيت راشن رابسودي (1944)، ظهر بلانك كأحد الغرملين الذي يحاولون إسقاط طائرة أدولف هتلر، من زملاء بلانك الذين ظهروا في الكارتون أيضا كان فريز فريلينغ وليون شليسنجر.
- رسمت لوحة لتكريم بلانك بعد رحيله، ظهرت في اللوحة شخصيات لووني تونز مطأطأة رؤوسها احتراما لمايكروفون لا يقف أمامه أحد وضوء مسلط عليه. الشخصيات هي باغز باني، دافي داك، فوغهورن ليغهورن، يوسيميتي سام، بوركي بيغ، بيبي لا بيو، سيلفستر، تويتي بيرد، وسبيدي غونزالس.

## استمع إلى
- ميل بلانك يؤدي أغنية سمبودي ستول ماي غال (كابيتول F2470)
- 40 ملف بصيغة MP3 من برنامج ذا ميل بلانك شو

## وصلات خارجية
- ميل بلانك على موقع IMDb (الإنجليزية)
- ميل بلانك على موقع ميتاكريتيك (الإنجليزية)
- ميل بلانك على موقع الموسوعة البريطانية (الإنجليزية)
- ميل بلانك على موقع روتن توميتوز (الإنجليزية)
- ميل بلانك على موقع قاعدة بيانات الأفلام العربية
- ميل بلانك على موقع ألو سيني (الفرنسية)
- ميل بلانك على موقع ميوزك برينز (الإنجليزية)
- ميل بلانك على موقع تيرنر كلاسيك موفيز (الإنجليزية)
- ميل بلانك على موقع أول موفي (الإنجليزية)
- ميل بلانك على موقع قاعدة بيانات برودواي على الإنترنت (الإنجليزية)
- تأريخ وارنر براذرز أنيميشن
- مقالة Toonopedia عن ميل بلانك
- صورة "Speechless"
- ضريح ميل بلانك في Find-A-Grave